# Малена Ратнер
Малена Ратнер (на испански: Malena Ratner) е аржентинска актриса, певица и танцьорка. Известна е с ролята си на Делфина
Алсаменди в сериала Луна (сериал) по-известен като Сой Луна.

## Биография и творчество
Малена Ратнер е родена на 15 ноември 1995 година в Буенос Айрес, Аржентина. От малка започва да учи пеене, танци и актьорско майсторство.
През 2014 година участва в сериала „Виолета“ като статист. През юни 2015 година е обявено, че Ратнер ще бъде в ролята на Делфи в новия сериал на Disney Channel, Сой Луна.

## Телевизия
| Година        | Заглавие | Роля                      |
| ------------- | -------- | ------------------------- |
| 2014 – 2015   | Виолета  | статист                   |
| 2016-настояще | Сой Луна | Делфина (Делфи) Алсаменди |

## Песни
| Година | Песен                    | Албум                  |
| ------ | ------------------------ | ---------------------- |
| 2016   | Corazón                  | Soy Luna               |
| 2016   | Camino                   | Soy Luna               |
| 2016   | Sobre ruedas             | Soy Luna               |
| 2016   | Chicas así               | Soy Luna: Música en ti |
| 2016   | Vuelo                    | Soy Luna: Música en ti |
| 2016   | A rodar mi vida          | Soy Luna: Música en ti |
| 2016   | Alas (Radio Disney Vivo) | Soy Luna: Música en ti |